# 花崗岩

深成岩のQAPF図;
Q:石英、A:アルカリ長石、P:斜長石、F:準長石

花崗岩（かこうがん、英語: granite）とは、火成岩の1種で、ガラス質は含まないが流紋岩に対応する成分の深成岩である。
なお、石材として「花崗岩」と呼んだ場合には、必ずしも学術的な花崗岩とは一致しない。また、石材の場合は御影石（）とも呼ばれるが、やはり「御影」と付いても、学術的な意味での花崗岩ではない岩石も含まれる。

## 概要
地下深部で形成された深成岩の中で、下記2条件を満たす岩石を指して、花崗岩と呼ぶ。ガラス質を含まず全体が細粒結晶の集合体であるため、流紋は見られない。
- 黒雲母などのような有色鉱物を1割程度含むものの、主成分が石英と長石であり、全体的に白っぽく見える物[注釈 2]。
- 成分中にナトリウムとカリウムの含量が少ない、非アルカリ岩質である[注釈 3]。

大陸や島弧などの陸地を構成する岩石として、花崗岩は非常に一般的であり、各地で見つかる。花崗岩の平均密度は通常2.75 (g/cm3) 付近である。しかし、産地や品種によっては1.74 (g/cm3) から2.80 (g/cm3) と幅が見られる。
花崗岩の英語名 granite の語源は、ラテン語で種子や穀粒を意味する granum である。数mm径の結晶が寄り集まった、粗い斑点状の構造を有するため、命名された。
日本語の「花崗岩」という名称は、恐らく17世紀から19世紀頃に作られた名称で、19世紀中頃に英名のgraniteに当てられた。中国では美麗な文様のある石を「花石」とよんだが、これに由来して花崗岩の名が日本で作られたとしている。「zh:花崗岩」の名称は逆輸入される形で中国語圏でも普及した。
なお、英名のgraniteは岩石学・石材双方に使われる。

## 花崗岩の種類

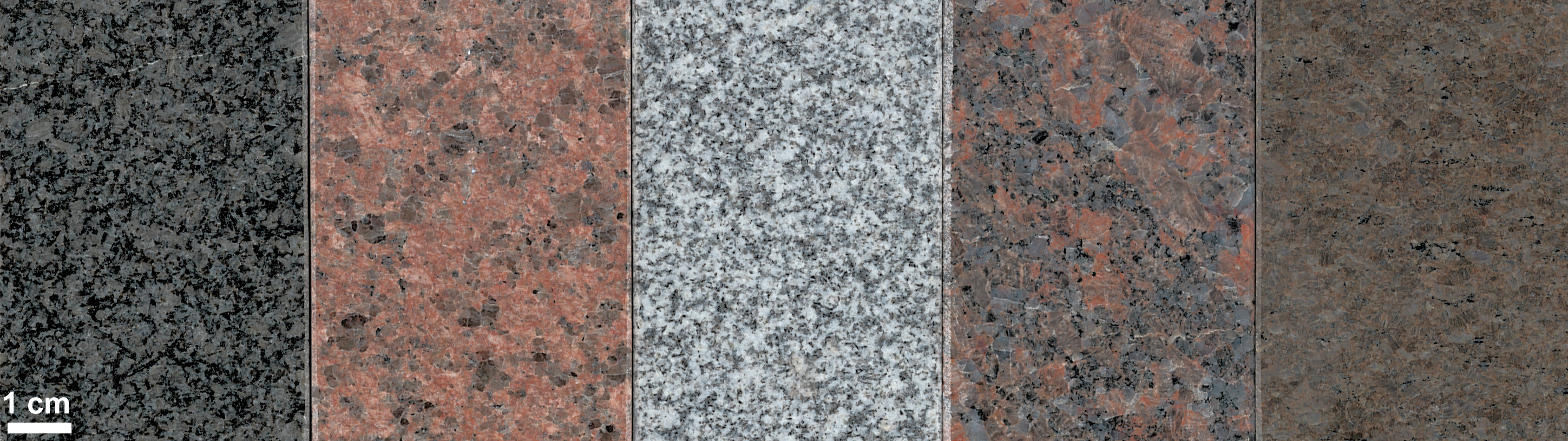
様々な種類の花崗岩

### 含まれる鉱物による分類
花崗岩の主要構成鉱物は、石英、カリ長石、斜長石、黒雲母、白雲母、普通角閃石である。磁鉄鉱、柘榴石、ジルコン、燐灰石のような、副成分鉱物を含む場合もある。稀に輝石を含む。産地によって、その含有鉱物の種類や比率が様々に異なる。含まれる有色鉱物の名前を、少ない物から順に「花崗岩」の前に付けて呼ぶ。副成分鉱物の場合は「含～」と付ける。
黒雲母花崗岩 (biotite granite)
黒雲母・石英・カリ長石（正長石または微斜長石）・灰曹長石から成る。なお、カリ長石が分解してカオリナイト化し桃色を呈した物は、桃色花崗岩と呼ぶ。
両雲母花崗岩 (two mica granite)
黒雲母・白雲母・石英・カリ長石（正長石または微斜長石）・灰曹長石から成る。
閃雲花崗岩 (hornblende biotite granite)
角閃石・黒雲母・石英・カリ長石（正長石または微斜長石）・灰曹長石から成る。

### 鉱物粒子の大きさによる分類
一般に花崗岩中の鉱物の結晶の大きさは数mm程度で、大きくとも数cmまでである。それ以上の大きさの結晶を有する場合は、巨晶花崗岩（花崗岩ペグマタイト）と呼ぶ。巨晶花崗岩はマグマがゆっくりと冷却固結する際に最後まで残った部分と考えられ、微量しか析出されない珍しい鉱物が包含されている場合が多い。また、大きな鉱物粒子の間に空洞が存在する場合もあり、水晶（石英の結晶）や、蛍石、トパーズ、電気石（トルマリン）、柘榴石などの結晶を含む場合もある。
なお、岩石名の先頭に「細粒」(fine-grained)、「中粒」(medium-grained)、「粗粒」(coarse-grained)、「斑状」(porphyritic) などを付けて、粒子サイズによって区分する場合もある。

## 分布

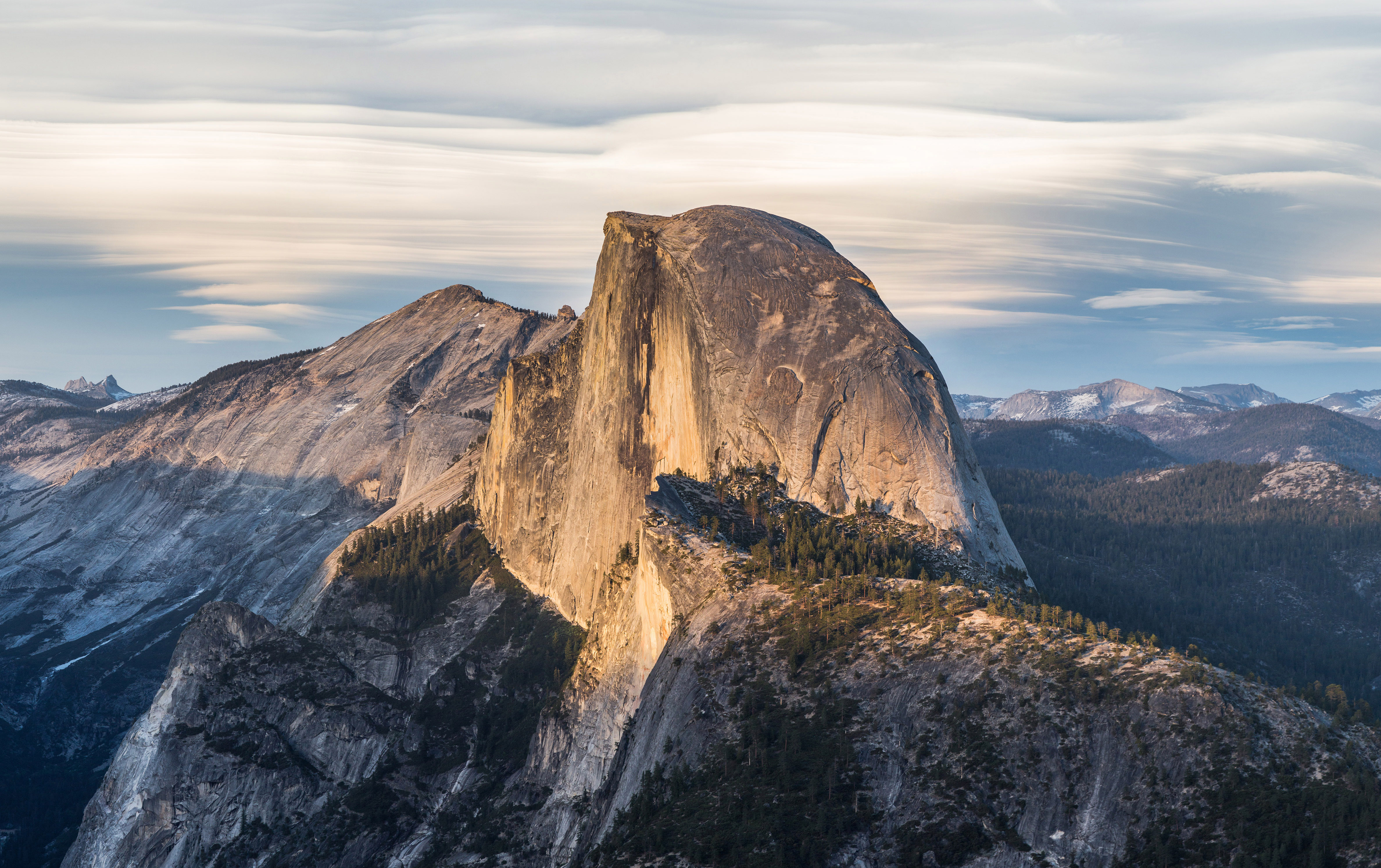
ヨセミテ国立公園のハーフドーム。

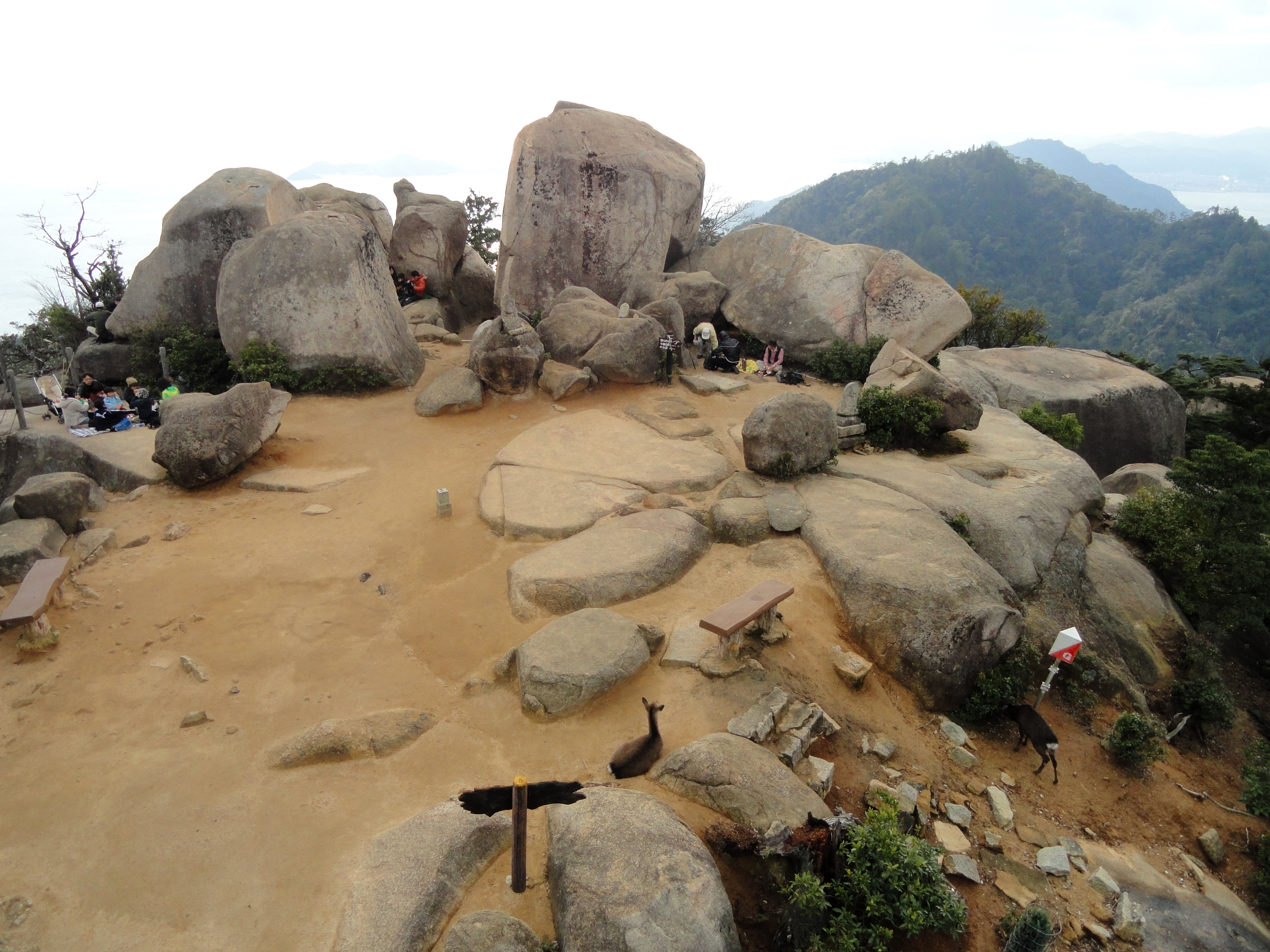
宮島の弥山山頂の花崗岩と真砂土。

花崗岩は造山帯か否かを問わず、大陸地殻の全域にわたって広く分布している。深成岩ゆえに、地表に露出している部分より、地下深くに多く分布していると考えられ、大陸の表面を覆う比較的薄い堆積岩の下に横たわる基盤岩の大半を占めていると考えられている。これらの大規模な物（100 km2以上）をバソリス（batholith、底盤）と呼び、100 km2以下の比較的狭い範囲の物をストック（stock、岩株）と呼んでいる。
花崗岩は、恐らく完新世を除く、あらゆる地質年代にわたって地殻に貫入してきた。世界的には先カンブリア時代に生成した物が多いようだが、日本列島では茨城県日立市のカンブリア紀の物が最も古く、中生代に生成した物が最も広い面積を占める。日本の地表では、阿武隈高地、関東北部、飛騨山脈、木曽山脈、美濃高原、近畿地方中部、瀬戸内海から中国山地、北九州などに広く分布している。
このように地球上で花崗岩は、ごくありふれた存在だが、太陽系の地球以外の岩石天体には、ほとんど見い出されない。その理由は、花崗岩の形成に水の関与が必要であり、水の海の存在する地球でのみ花崗岩が大量に作られてきたためだろうと考えられている。花崗岩を構成する黒雲母や角閃石は水酸基 (OH−
) を持つ含水鉱物であり花崗岩は地球を特徴づける岩石でもある。

## 起源
花崗岩の起源について、かつては2つの学説間で論争が見られた。しかし、現在では“マグマ説”が一般に支持されている。
マグマ説（火成岩説）
花崗岩は、玄武岩質マグマの地殻内での結晶分化作用により形成された流紋岩質マグマ、あるいは玄武岩質マグマが周囲の壁岩（一般に堆積岩等から成る）を溶融して形成された流紋岩質マグマが、地上へは噴出せずに、ゆっくりと冷却されてできるという説である。
放射性元素の同位体比や微量元素の含有量、また花崗岩体の規模が大きい点などから、多くの花崗岩マグマは後者の成因によって形成されたと考えられている。
花崗岩化作用論（変成岩説）
砂岩や泥岩などの堆積岩が地下深部で、高温高圧による変成作用を受け、液体の状態を経ずに花崗岩が形成されたという説である。

## 主化学組成
例として産業技術総合研究所による岩石標準試料の1つであるJG-2（岐阜県蛭川村の苗木花崗岩）の組成を示す（単位は重量%）。
|       | 含有量 |
| ----- | ------ |
| SiO2  | 76.830 |
| TiO2  | 0.044  |
| Al2O3 | 12.470 |
| Fe2O3 | 0.330  |
| FeO   | 0.570  |
| MnO   | 0.016  |
| MgO   | 0.037  |
| CaO   | 0.700  |
| Na2O  | 3.540  |
| K2O   | 4.710  |
| P2O5  | 0.002  |
| H2O+  | 0.330  |
| H2O−  | 0.120  |

密度は約2.6 g/cm3、圧縮強さは1500～2000 kgf/cm2である。

## 花崗岩の風化

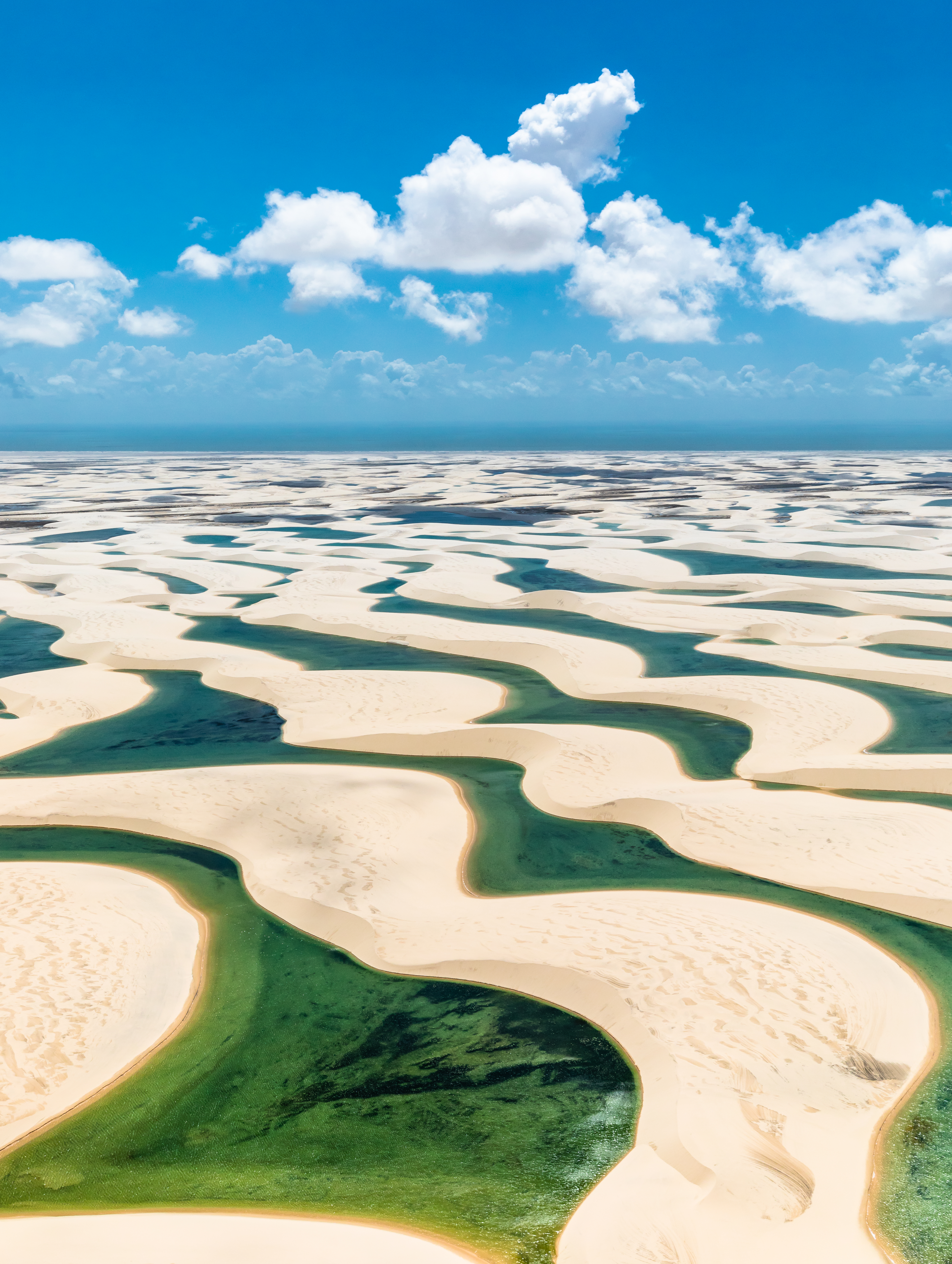
レンソイスは風化した花崗岩で構成された砂丘である。

花崗岩は固くて緻密である。しかし、花崗岩は結晶粒子が大きく、かつ、鉱物の種類によって結晶の熱膨張率が異なるため、温度差の大きい所では鉱物の境界線の部分で結合が弱まり、次第にひび割れてゆき易い。例えば、直射日光などで直接加熱される花崗岩の表面などは、ボロボロになって崩れてゆき、いわゆる風化した状態へと変化し易い。さらに、花崗岩中の斜長石や黒雲母も、比較的風化を受け易い鉱物である。これに対して、花崗岩中の主成分である石英の結晶は、非常に風化し難いため、花崗岩の風化が進むと、構成鉱物の粗い粒子を残したまま、バラバラの状態になり、非常に脆く崩れ易くなる。このようにして生成した白から黄土色の粗い砂を、真砂土、あるいは単に真砂と呼ぶ。
花崗岩地帯には真砂が広く分布し、強い降雨により多量の砂が流れ出すため、日本では花崗岩地帯の多くが砂防地域として指定されている。また、真砂は学校の校庭の敷き砂などとして利用される。この真砂が河川によって海まで運ばれると、風化に強い石英を主体とした砂が残り、白い砂浜が形成される。例えば、瀬戸内海沿岸の白砂青松や山陰地方の砂丘は、中国山地の大量の花崗岩が元である。

## 利用方法

### 陶土としての利用
石英と比べれば風化し易い鉱物である斜長石は、風化に伴い粘土質のカオリナイトへと変化してゆく。純度の高いカオリナイトは、陶土として使用される。それゆえ焼き物の街と呼ばれる場所は、花崗岩が地表に出ている地域の周辺に存在する場合が多い。例えば、瀬戸（せと）や信楽（しがらき）などが、その代表例である。花崗岩はガラス質を含まないので、そのままでは磁器の材料にはならない。

### 石材としての「花崗岩」

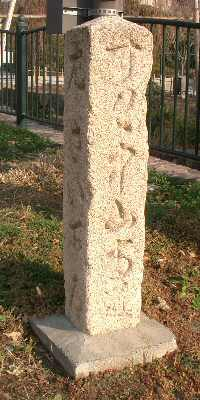
花崗岩の古い道標

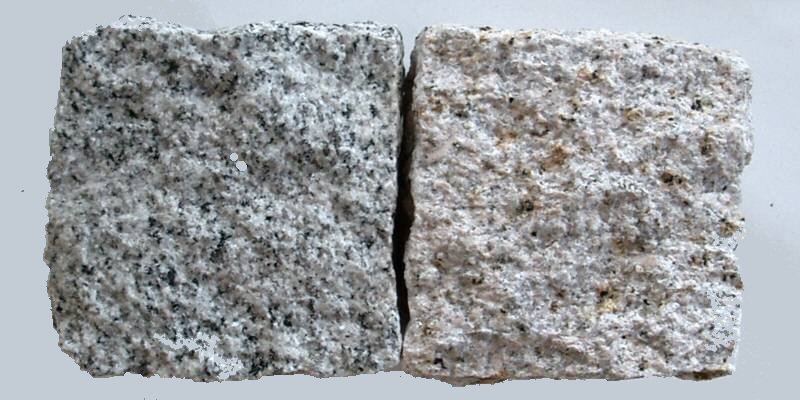
「白」と「錆」：10 cm角ブロック

石材として「花崗岩」と呼ぶ場合、学術上では花崗岩でない岩石（閃緑岩、ハンレイ岩、片麻岩など）も含まれる。
花崗岩は緻密で硬いため、日本では古くから石材として使用されてきた。例えば、石製の鳥居や道標、城などの石垣や、石橋などに用いられてきた。さらに、三角点・水準点の標石にも用いられてきた。また、花崗岩を用いた近代の建造物の例としては、国会議事堂の外装に日本産の花崗岩（広島県倉橋島産「議院石」、山口県黒髪島産「徳山石（黒髪石）」、新潟県産「草水みかげ」）が使われている。
光沢を出すために行う石材の表面研磨を「本磨き」と言い、この表面処理を施した石材は、ビルや商業施設、記念建造物の壁などに利用されている。逆に、床石など、滑ると危険な場合は、研磨した後に表面を化学薬品で処理して、滑り止め加工を施す例もある。また、「ジェットバーナー仕上げ」や「ウォータージェット」などの手法で、若干荒い表面に仕上げる処理もある。石段や敷石などの場合は、ノミ切り、コブ出しなどの手法で、ゴツゴツした表面に仕上げる場合もある。
高い強度と滑り易さを要求されるカーリングの公式競技用ストーンは、全てスコットランドのアルサクレッグ島で産出される花崗岩で作られている。
近年日本で流通している花崗岩質の石材は、福建省を中心とした中華人民共和国産が多い。なお、中華人民共和国産石材は番号が付与されており、100番台が州を示している（「福建省」の場合 600番台）。

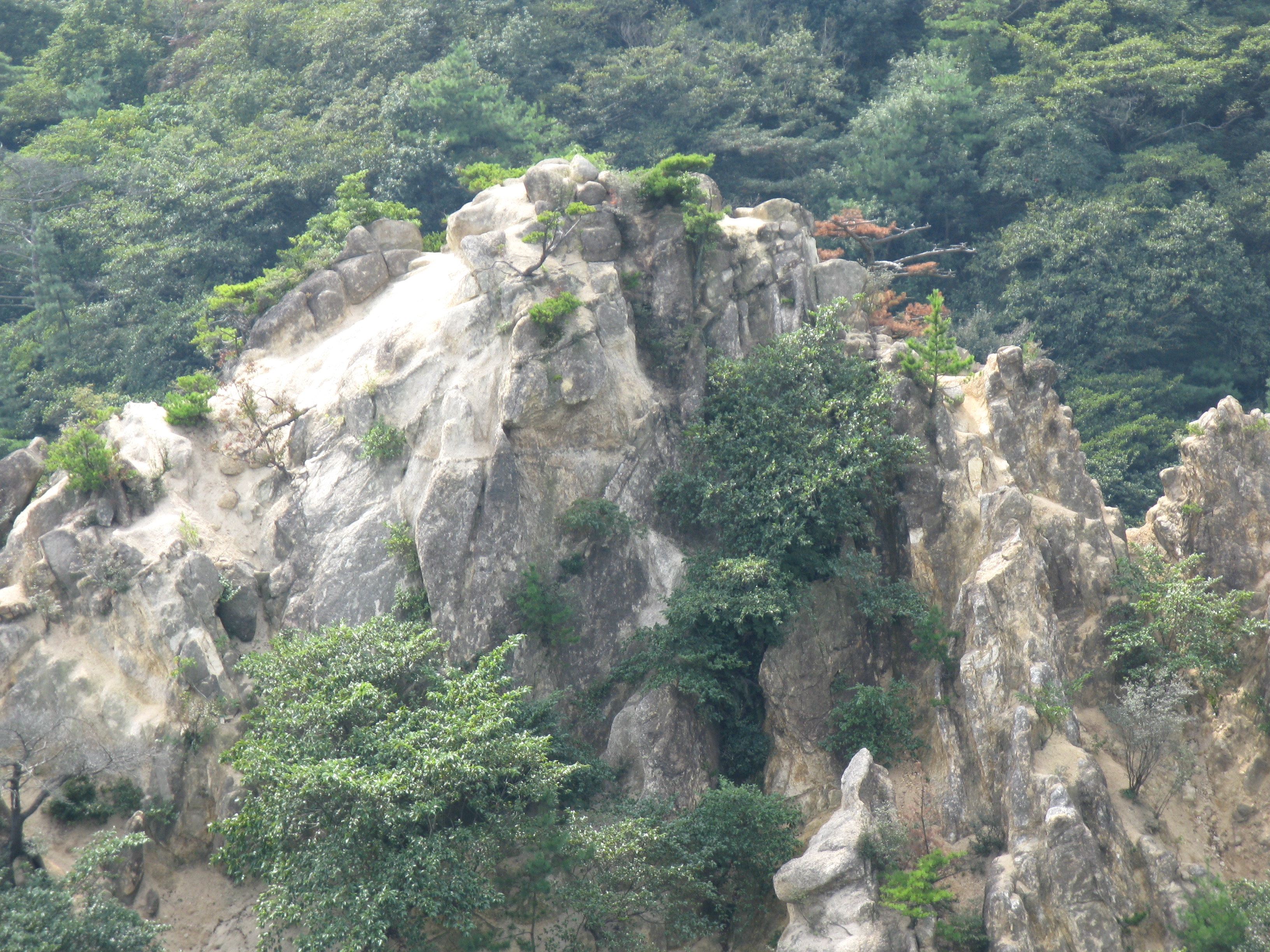
「御影石」の名の由来となった六甲山の花崗岩。

別称「御影石」について
日本では花崗岩質の石材を御影石と呼ぶ場合がある一方で、花崗岩ではないのに御影と付けられた石材も存在する。
御影石の名は、神戸市の御影に由来する。六甲山南麓の荒神山で採石された石材（花崗岩）は御影に運ばれ、御影の港から船で日本各地へと輸送されていた。その利用は中世から近代に及び、石垣や石柱などに利用されていた。御影石は良質な石材として日本で有名になり、他地域で採掘された御影石に類似した石材も「御影石」と呼ぶようになった。その後、六甲山でとれる御影石は「本御影」と呼んで区別した。1956年に六甲山が瀬戸内海国立公園に編入された結果、同地での採石は停止した。
ただし「御影」の名前は、日本各地の似た石材の産地にも転用された。代表的な例が、福島県伊達市を中心とした「吾妻御影」や、茨城県笠間市を中心とした「稲田石」、同じく茨城県の桜川市を中心とした「真壁石」などである。
なお、墓石などに使われる「黒御影」は花崗岩ではなく閃緑岩や斑れい岩である。

#### 石材としての産地
石材としての花崗岩産地と商品名の例を挙げる。あわせて施工事例を示す。遺跡としての石碑所在地も含む。
- アジア
  -  日本 - 稲田石、真壁小目、吾妻御影、大島石 など。
    - 稲田石 - 最高裁判所庁舎（外壁、床）、第一生命本社（旧館部。外壁）、東京三菱銀行本店（高層部。外壁）、三菱ビルディング（壁）（以上東京都千代田区）、東京証券取引所（外壁）、日本銀行本店（新館。外壁）、三井本館（外壁）（以上東京都中央区）、香淳皇后陵（玉垣、階段。東京都八王子市）
    - 北木石 - 明治生命本館（外壁。東京都千代田区）、日本銀行本店（旧館。外壁。東京都中央区）
    - 恵那錆（えなさび） - 銀座吉兆（床。東京都千代田区）、新高輪プリンスホテル（滝部床。東京都品川区）
    - 万成石 - 日生劇場、鉄鋼会館（低層部）（以上東京都千代田区）、銀座和光（低層部）（東京都中央区）、聖橋（東京都文京区）、明治神宮聖徳記念絵画館（東京都港区）
    - 庵治石 - 男木島灯台、イサム・ノグチ庭園美術館

  - 大韓民国
    - シンポク（新北） - 農林中央金庫本店（外壁。東京都千代田区）、浅草寺（床。東京都台東区）、全車連高輪研修センター（壁。東京都港区）、品川シーサイドフォレスト（床）、日本神霊学研究所（外壁）（以上東京都品川区）
    - ポーチョン（抱石） - 郵船ビル（壁。東京都千代田区）、カナダ大使館（外壁。東京都港区）、秋川市民ホール（外壁。東京都秋川市）
    - ウンチョン（雲川） - 全信連ビル（壁、床。東京都中央区）、杉並区立社会教育センター（壁。東京都杉並区）

  -  中国 - 白花崗、チャイナマホガニー、岑溪紅、浜河紅、南山黄 など。
    - G655 - オリックス新宿ビル（壁。東京都新宿区）
    - G439 - 大和銀行虎ノ門ビル（壁）、芝三丁目ビル（壁）、三菱商事三菱自動車品川新オフィス（高層部。外壁）（以上東京都港区）、日本都市センター会館（外壁）、丸の内仲通り（床）（以上東京都千代田区）、JR新宿駅西口（床。東京都新宿区）、ニシヤマ本社ビル（外壁。東京都大田区）
    - G603 - 日商岩井東京本社ビル（壁。東京都港区）
    - G623 - 日本大学経済学部7号館（壁。東京都千代田区）、都営大江戸線都庁前駅（床。東京都新宿区）、NTTドコモ品川ビル（外壁、床）、パラシオタワー（明治生命青山ビル）（外壁、床）（以上東京都港区）、日本大学商学部90周年記念館（外壁。東京都世田谷区）、深川ギャザリア（オフィス棟）（壁、床。東京都江東区）、武蔵野研究開発センター（壁。東京都武蔵野市）
    - G633 - NTTドコモ品川ビル（外壁、床。東京都品川区）
    - G361 - 桜正宗ビル（壁。東京都中央区）、渋谷東京電力館（壁。東京都渋谷区）、錦糸町東武ホテル（壁。東京都墨田区）、府中警察署庁舎（壁。東京都府中市）
    - G682 - 共立女子学園（外壁、床）、丸の内ビルディング（5F）（床）（以上東京都千代田区）、DORF21（壁、床。東京都渋谷区）、蒲田アロマスクエア（床。東京都大田区）、東京外国語大学附属図書館（壁。東京都府中市）
    - 西麗紅（シーリーフォン） - 新京商事ビル（壁。東京都千代田区）、セレスティン芝三井ビル（床。東京都港区）

  -  ベトナム
  -  インド - ニューインペリアルレッド、サワンローズ、タイガースキン、インデアンジャパラナ、アーバングレー、銀河、グリーンファンタジー など。

- オセアニア
  -  オーストラリア - オーストラリアホワイト など。

- アメリカ

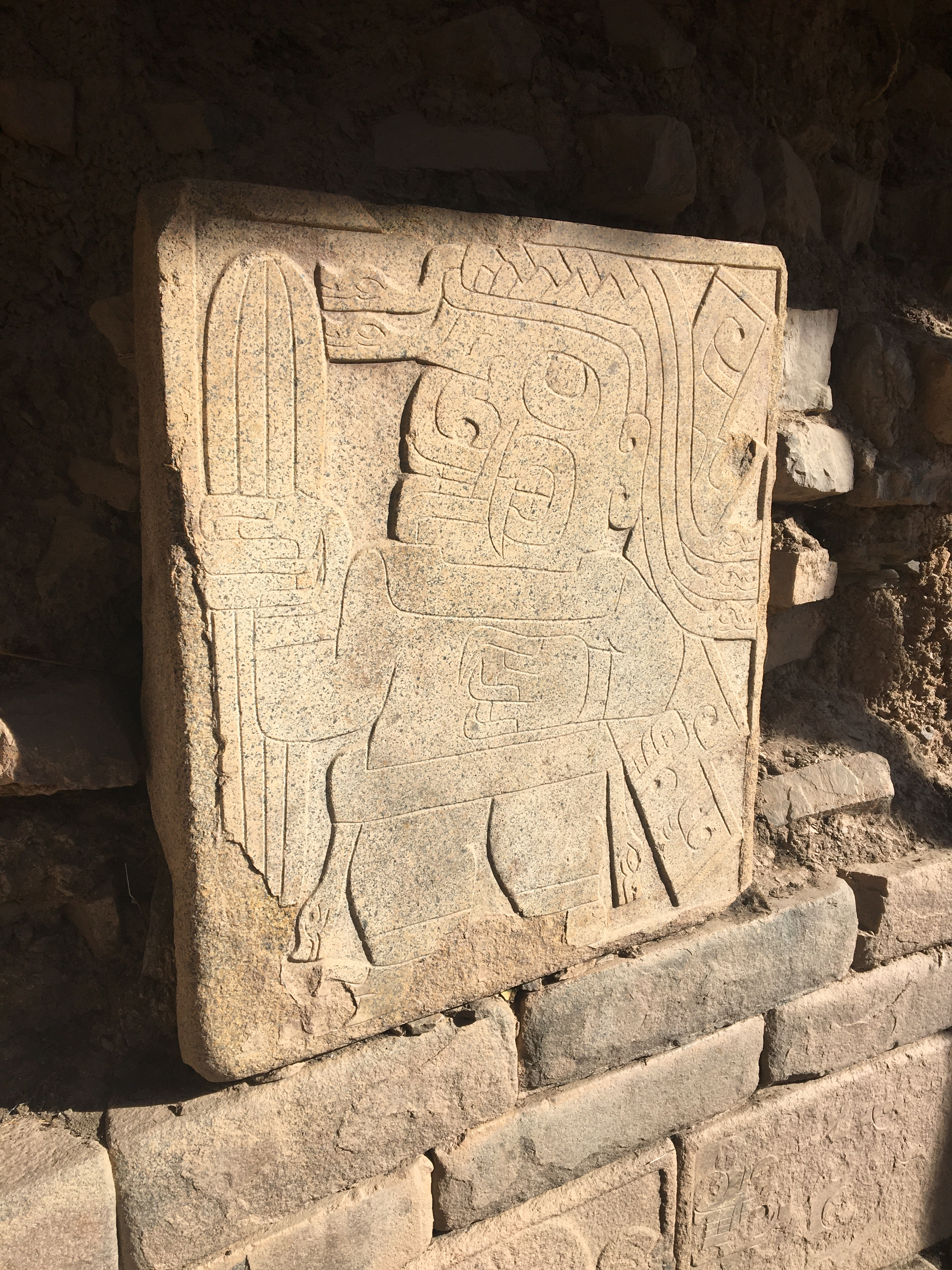
チャビン・デ・ワンタルの花崗岩の石碑（ステラ）。

  -  ペルー - 紀元前750年ごろのチャビン文化の遺跡から出土。
  -  ブラジル - インペリアルレッド、カパオポニート など。
    - プラタ・ガウチョ - 神保町三井ビルディング（外壁）、山王パークタワー（外壁）、東京国際フォーラム（外壁）、パシフィックセンチュリープレイス（外壁）（以上東京都千代田区）、代々木3丁目共同ビル（外壁。東京都渋谷区）、太陽生命新本社（外壁）、中央三井信託銀行本店（外壁）（以上東京都港区）
    - サモア - 愛宕グリーンヒルズ（外壁。東京都港区）
    - オーロガウチョ - 大手町野村ビル（外壁。東京都千代田区）
    - ジァロベネチアーノ - シニアワーク（高齢者就労センター）（外壁。東京都千代田区）、東京ドームホテル（外壁、床。東京都文京区）、愛宕グリーンヒルズ（MORIタワー）（外壁。東京都港区）

  -  カナダ - オータムブラウン、カレドニア など。
  -  アメリカ合衆国 - テキサスレッド など。
    - テキサス・パール - 朝日生命日比谷ビル（外壁）、全国町村会館（外壁）、丸の内ビルディング（高層部）（以上東京都千代田区）、タワーレジデンス（外壁。東京都新宿区）
    - ロックビル・ホワイト - 泉ガーデンタワー（床）、NTT品川ツインズアネックス（外壁）、三菱重工品川新本社ビル（外壁）（以上東京都港区）

- ヨーロッパ
  -  ノルウェー - エメラルドパール など。
  -  スウェーデン - ロイヤルマホガニー、マホガニー など。
  -  フィンランド - カージナル、クルグレー、バルモラルレッド、バルチックブラウン など。
  -  イタリア - ルナパール、カレドニア など。
    - ルナパール - 王子製紙本社ビル（外壁）、日本信託銀行本店（外壁）（以上東京都千代田区）、FCGビル（壁・床。東京都港区）、東京オペラシティ（外壁。東京都新宿区）、東京都現代美術館（外壁）、深川ギャザリア（オフィス棟）（壁、床）（以上東京都江東区）、ハーモニースクエア（壁。東京都中野区）
    - ローザペータ - 丸の内1丁目1街区開発計画A工区（外壁）、弁護士会合同会館（壁）（以上東京都千代田区）、築地長岡ビル（壁）、電源開発本社ビル（柱・壁）（以上東京都中央区）
    - ギァンドーネ - 三晶ビル（外壁。東京都中央区）、新宿パークタワー（外壁・床。東京都新宿区）、九六ビル（外壁）、品川プリンスホテル（低層部）（外壁）（以上東京都港区）

  -  スペイン - ロザポルリノ、グリジオペラル など。
    - グリス・ペルラ - 専修大学6、7号館（壁、床。東京都千代田区）、商工組合中央金庫本店（壁。東京都中央区）、東京都庁舎（外壁。東京都新宿区）、前　千代田火災恵比寿ビル（外壁。東京都渋谷区）
    - ホワイト・パール - DNタワー21（高層部）（外壁。東京都千代田区）、国技館（壁、床。東京都墨田区）
    - アズール・エクストレメーノ - 新生銀行本店（低層部）（壁、床。東京都千代田区）、日本デジタル研究所（外壁。東京都江東区）、錦糸町北口再開発（アルカタワーほか）（外壁、床。東京都墨田区）
    - ローザ・ポリーニョ -

  -  ポルトガル - モンチーク など。
    - グラン・ペルラ - 日本通運新本社ビル（外壁）、三菱商事三菱自動車品川新オフィス（外壁）（以上東京都港区）、大手町ファーストスクエア（外壁、床）、新麹町会館（外壁）、中央合同庁舎第2会館（外壁）（以上東京都千代田区）、野村アセットマネジメント本社ビル（外壁。東京都中央区）、新日鉱ビル（壁。東京都港区）、品川シーサイドフォレスト（壁。東京都品川区）

- アフリカ
  -  エジプト - エジプトレッド など。
  -  南アフリカ共和国 - ナラブラウン など。
  - ナミビア
    - ナミビアイエロー - 西新宿三井ビル（壁。東京都新宿区）、オーバルコート大崎（東京都品川区）、東京消防庁城東地区防災教育センター（東京都江東区）